# Thelypteris impressa
Thelypteris impressa là một loài thực vật có mạch trong họ Thelypteridaceae. Loài này được (Desv.) C.F. Reed miêu tả khoa học đầu tiên năm 1968.